# 航空士 (自衛隊)
航空士（こうくうし）は、自衛隊で航空従事者に与えられる部内資格の1つ。航法、通信、機上整備又は偵察等のいずれかを行おうとする隊員に対して行う技能証明とされる。
なお、海上自衛隊の戦術航空士については、下記を参照されたい。

## 概要
地上配置の一般隊員で適性検査、身体検査に合格した者から選抜され、各教育課程を経て搭乗配置の資格を得る。
基本的に自衛官候補生か一般曹候補生として入隊した27歳未満の隊員から選抜される。航空機に搭乗して働くため航空身体検査の規定区分（操縦士よりやや緩い）に合格する必要があること、専門的な能力が要求されること、航空機に搭乗できることから人気があるが募集枠が少ないことから倍率は高い。
防衛大臣によって付与される部内の資格ではあるが、その際には、航空法に基づく1等・2等航空士、航空機関士または航空通信士の技能証明を有する必要がある。またこのほか、航法、通信、機上整備又は偵察について所定の経験を有し、防衛大臣が指定する講習を修了するとともに、自衛隊における航空士の正規教育課程を修了することが求められる。
自衛隊における航空士の正規教育課程には下記のようなものがある。
- 陸上自衛隊
  - 陸曹機上整備員課程
- 海上自衛隊
  - 航空士戦術（実用機）課程
  - 航空士機上通信情報課程
  - 航空士機上電子情報課程
  - 航空士機上救助課程
  - 航空士救護課程
  - 幹部航空士機上整備課程
  - 海曹士航空士機上整備課程
  - 海曹士航空士対潜（非音響）課程
  - 海曹士航空士対潜（音響）課程
  - 海曹士航空士武器課程
  - 海曹士航空士対潜（ＳＨ－６０Ｋ）課程
  - 海曹士航空士機上電子整備課程

- 航空自衛隊
  - 航法課程
  - 偵察課程
  - 機上要撃管制幹部課程
  - 機上システム統制課程
  - 空中輸送幹部課程
  - 機上警戒管制員課程
  - 機上無線レーダー整備員課程
  - 空中輸送員課程
  - 機上整備員課程
  - 機上無線員課程
  - 救難員課程

航空士は、操縦士と同じく航空徽章（ウィングマーク）を着用するが、海陸は銀色（操縦士・戦術航空士は金色）であり、航空自衛隊では操縦士とは形が異なるウィングマークを着用する（ただしどちらも銀色である）。

## 航法・通信

### 航法員
海上自衛隊の職域で、航路の計算・設定を行う。かつては新人の操縦士が見習いとして配置されていたが、P-3Cの導入以降は航法機器の進化により機上通信員と兼務する航法・通信員に統合されている。

### 機上通信員
略号は、RDO（RADIO MAN）
海上自衛隊の職域で、航空基地や洋上管制隊と無線による位置通報を行なう。航空電子整備員から選抜される。
通信機器の進化によりYS-11のみに配置されていたが2014年に退役したため、航法員と兼務する航法・通信員に統合されている。

### 航法・通信員
略号は、NAV/COM
海上自衛隊の職域で、航法員と機上通信員を兼務する。戦術航空士養成課程修業者がなる。

### 機上無線員
航空自衛隊の職域で、無線通信を担当する。

## 機関・整備

### 機上整備員
略号は、FE（FLIGHT ENGINEER）
民間機の航空機関士に相当する。
海上自衛隊では、哨戒機に搭乗してエンジンを監視する他、副操縦士が目視で洋上の監視を行っている間、スロットルの操作などを行い機長を補佐する。飛行の前後には機体の点検を行う。主に航空発動機整備員や航空電機計器整備員や航空機体整備員から選抜され、下総教育航空群で教育を受ける。
陸上自衛隊では、輸送ヘリに搭乗している。

### ヘリコプター整備員（機上）
航空自衛隊の職域で、ヘリの搭乗員。飛行前の点検、ヘリに搭乗し各種装置の操作・整備、目視による周囲の監視を行う。救難ヘリでは、ホバリング時の操縦やホイスト操作などの機材操作も行う。
ヘリコプター整備員から選抜される。

### 航空機整備員（機上）
航空自衛隊の職域で、固定翼輸送機の搭乗員。飛行前の点検、航空機に搭乗し各種装置の操作・整備、ロードマスターの支援を行う。
航空機整備員から選抜される。

### 機上電子整備員
略号は、IFT（INFLIGHT TECHNITIAN）
海上自衛隊では哨戒機に搭乗し、搭載されている音響解析装置を含む電子機器の状況を把握し、故障探求と修復時間を短縮することが任務である。飛行前作業では、APUを起動し、全電子システムの電源投入と稼動状況の把握を行なう。飛行中は監視員として目視で洋上の監視・写真撮影など哨戒任務の補助を行う。基地で勤務する航空電子整備員から選抜され、下総教育航空群で教育を受ける。
航空自衛隊にも同名の職種があるが、こちらは航空機に搭載された電子機器を整備する地上要員である。

### 検査員
航空自衛隊の職域で、飛行点検隊に所属し飛行検査用航空機で全自衛隊の飛行場へ赴き航空保安施設をチェックする。
飛行検査用航空機に搭乗し、無線航法装置や計器着陸装置等が発する電波を搭載した受信機器でチェックする要員はパネルオペレーターと呼ばれる。

## 救助・衛生

### 救難員
航空自衛隊の職域で、不時着・墜落した搭乗員の捜索救難を主任務とし、災害派遣では民間人の救難活動にも従事する。
救難員候補である救難学生に選抜されると自衛隊病院での衛生教育の他、陸上自衛隊での落下傘降下訓練や海上自衛隊での潜水訓練を受け、空挺レンジャー課程を卒業するなど過酷な訓練を受ける。
パラシュートで降下し救助を行えることからParatrooper（英語版）の短縮形であるparaと衛生兵を意味するMedic（英語版）とを合わせパラメディック（Paramedic。パラレルのparaではない）やメディックとも呼ばれる。
航空救難団隷下の救難隊に所属し、全国に分散配置されている。

### 機上救助員
海上自衛隊の職域で、飛行艇に搭乗し着水後に潜水や遊泳、ゴムボートにより機外へ進出し対象者を救助する。
潜水員から選抜される。
救難員との違いとして、海上自衛隊は陸上や近海での活動は基本的に行わず医療行為は機上救護員が行うため、海洋での救助活動に特化している。副任務として飛行中の監視や染色マーカーの投下など救助活動の補助任務も担当する。
陸上基地で待機する救難飛行隊の他、哨戒ヘリを有する一部の自衛艦に乗艦している。

### 機上救護員
海上自衛隊の職域で、飛行艇に搭乗し対象者を機内で治療する。平時には離島からの救急搬送など民間人の救助が多いため、患者と共に同乗した医師の補助などを行う。副任務として飛行中の監視や染色マーカーの投下など救助活動の補助任務も担当する。
准看護師や看護師、救急救命士などの医療資格を有する衛生員から選抜される。潜水員であれば機上救助員となることも可能。
救難飛行隊に配置されている。

### 降下救助員
略号は、SENSO（SENSOR MAN）
海上自衛隊の資格で、ヘリに搭乗するセンサーマンの副任務。

## レーダー・音響

### 機上対潜音響員（ソナー員）
略号は、SS（Sensor Station）
海上自衛隊の職域で、主任務はソノブイ解析システムのオペレーター、音響探知を行わない救難活動などでは目視で洋上の監視・写真撮影など哨戒任務の補助を行う。固定翼哨戒機には通常2名が乗り込む。センサー1、2の他、ミッションクルー1、2とも呼ばれる。
選抜された後は下総教育航空群で教育を受ける。

### センサーマン
略号は、SO（Sensor OPERATOR）
海上自衛隊の職域で、主任務は哨戒ヘリコプターに搭乗し、搭載電子機器（レーダー、ソナー、赤外線探知装置、磁気探知装置）の操作、写真撮影、機銃の射撃、着艦拘束装置の操作を担当する。降下救助員の資格を有する者は副任務として機外に出て遭難者の救助が可能となる。

### 機上対潜非音響員（レーダー員）
略号は、SS-3（Sensor Station 3）
海上自衛隊の職域で、捜索用レーダーのオペレーター、逆合成開口レーダー、赤外線暗視装置やMAD（磁気探知機）の操作も受け持つ。またATCトランスポンダのオペレーターでもあり、民間機との接近に対して機長に警告を発する。ミッションクルー3とも呼ばれ、P-1ではミッションクルー4も搭乗している。

### 機上警戒管制員
航空自衛隊の職域で、早期警戒機や早期警戒管制機に搭乗し、レーダーを監視する。レーダーサイトで勤務する警戒管制員から選抜され、警戒航空隊に所属し各飛行隊に配置される。

## 武装・貨物

### 機上武器員
略号は、ORD（ORDNANCE）
海上自衛隊の職域で、航空機に搭載された武装の整備とソノブイや救命器材の投下の他、目視で洋上の監視・写真撮影など哨戒任務の補助、火災発生時の消火や救命胴衣の準備などの危機管理を受け持つ。基地で勤務する航空武器整備員から選抜され、下総教育航空群で教育を受ける。

### 空中輸送員（戦術）
通称『ロードマスター』
航空自衛隊の職域で、輸送機に搭載する貨物の重量バランスの調整、降下する人員の安全管理などを担当する。

### 空中輸送員（特別）
航空自衛隊の職域で、民間旅客機の客室乗務員に相当する。特別航空輸送隊に所属し日本国政府専用機にのみ搭乗する。

## 特殊な搭乗員
下記の搭乗員（要撃管制官以外）は現役操縦士もしくは操縦士の養成段階でコースを変更、適性検査に合格した幹部自衛官であり、航空士に含まれないが参考として記述する。

### 戦術航空士
略号は、TACCO（Tactical Coordinator）
海上自衛隊の職域。哨戒機に搭乗し哨戒パターンの設定やソノブイの敷設プランを設定するなど、戦術的な判断を下す乗員。哨戒機では機長であるため脱出時に降下の指示を下すなど、非戦術面でも機長として扱われる。
操縦士候補として採用され、初等操縦教育終了後に割り振られる。

### 捜索救難調整官
海上自衛隊の職域。救難機に搭乗し、任務機長として救難プランを設定する。現在では『救難航空士』と呼ばれる。英訳は『Search and Rescue Coordinator』
主にベテラン操縦士から選出される。

### ナビゲーター
航空自衛隊の職域。主に戦闘機操縦士から配置転換され、偵察機の後席に搭乗し監視・航法を担当、地上ではルートの事前策定を行う。偵察航法幹部とも呼ばれる。
日本国政府専用機にも航法や操縦士の補助として搭乗している。

### 要撃管制官
航空自衛隊の職域で、早期警戒機や早期警戒管制機に搭乗し、戦闘機や地上の高射部隊へ指示を出す。
機上警戒管制員とは違い操縦士に命令を出す立場であるため、幹部であることが前提である。操縦士とは完全に別コースであり幹部候補生学校の卒業時に要撃管制を志望し合格する必要がある。
機上警戒管制員と共に警戒航空隊に所属し各飛行隊に配置される。